# 위진남북조 시대

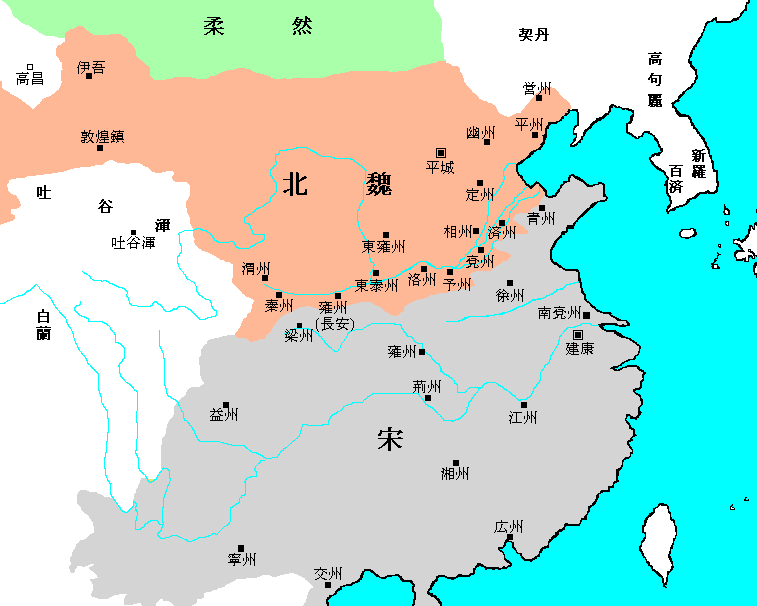
남북조 시대 초기 북조의 북위와 남조의 유송

위진남북조(魏晉南北朝, 220~589)는 중국 역사에서 300년 이상 지속된 분열기로, 위나라와 진나라, 그리고 오호십육국 시대, 남북조 시대를 하나로 묶어서 부르는 역사 용어이다. 이 시기는 왕조 교체 속도가 빠르고 여러 정권이 공존하는 상황이 있었으며, 상당히 오랜 기간 동안 남북이 대치하는 구조를 보였다.
220년 위왕 조비(曹丕)가 후한(東漢)의 황위를 찬탈하고 스스로 위를 세운 것에서 시작하여, 589년 수 문제(文帝) 양견(楊堅)이 남진(南陳)을 멸망시키고 중국을 재통일하면서 끝났다. 총 369년에 걸친 이 시기는 다음과 같이 나눌 수 있다.
- 삼국 시대의 조위 (220~266): 220년 조비가 위를 건국한 뒤, 유비가 촉한을 선포하고 손권이 229년 오의 황제가 됨
- 서진(西晉) 시대 (266~316): 사마의의 후손 사마염이 266년 진을 건국한 뒤 280년 중국을 통일한 뒤의 시기
- 동진과 십육국 시대 (316~439) (염위와 서연 제외)
- 남북조 시대(남조와 북조의 대립, 439~589)

위나라의 건국부터 서진의 건국까지 과정이 시기상으로 중국의 삼국 시대와 겹치기 때문에 이 시기를 삼국시대로 부르기도 하고, 서진과 동진의 교체기를 하나로 묶어서 이 시대를 전체적으로 양진(중국어: 兩晋)이라고 부르기도 한다. 다만 이 이름들은 위나라의 건국부터 수나라의 남북조 통일 전체를 다루는 명칭은 아니기 때문에 위진남북조와 동일한 의미를 지니지는 않는다. 장강 북방 지역의 국가들인 위진남북조에 대비하여 동시기에 강남 지방에 수립된 동오, 동진, 유송, 남제, 양, 남진을 하나로 묶어 육조 시대라고 부르기도 한다.

## 시대적 연결성
위가 남북조 시대와 함께 엮이는 이유는, 남북조 시대의 사회문화와 정치체계가 위나라에서 어느 정도 정립이 되었기 때문이었다. 위에서 관리를 선발하는 제도였던 "구품관인법"은 남북조 시기 구품중정제로 장착되었고, 중국 토지제도의 기반인 둔전제도 위나라에서 처음 시작되었다. 또한 남북조 시대에 크게 유행하게 되는 현학이나 청담사상 역시 위나라 때부터 이론적 토대가 제공되었고, 일부 학자들은 남북조 시대에 유행하던 건안문학이나 해서체가 위나라에서 유래했다고 보는 견해도 있다.

## 참고 문헌
- 이 문서에는 다음커뮤니케이션(현 카카오)에서 GFDL 또는 CC-SA 라이선스로 배포한 글로벌 세계대백과사전의 내용을 기초로 작성된 글이 포함되어 있습니다.